# Франсуа Коти (стадион)
«Франсуа Коти» (фр. Stade François-Coty) — стадион футбольного клуба «Аяччо», расположенный в пригороде Аяччо на острове Корсика, Франция. Вместимость стадиона 10 660 зрителей.

## История
Стадион «Франсуа Коти» был торжественно открыт 1 декабря 1969 года по случаю корсиканского дерби между клубами «Аяччо» и «Бастия». «Parc des Sports de l’ACA» — первое название стадиона, которое сохранялось до тех пор, пока он не был переименован в «Стад Франсуа Коти» в честь бывшего мэра города Аяччо Франсуа Коти. Среди болельщиков стадион носит прозвище «Stade Timizzolo».
Стадион получил несколько незначительных обновлений и косметический ремонт в 2000-х годах. Восточная трибуна была завершена в 2010 году, что позволило стадиону соответствовать уровню Лиги 1. До этого «Аяччо», играя в Лиге 2, опасался запрета со стороны руководителей Лиги 1 в отношении их участия в лиге из-за ветхости стадиона. В настоящее время стадион состоит из трёх трибун, южная же часть остаётся открытой. Такая промежуточная ситуация позволяет стадиону быть одним из немногих, с которого открывается широкий и красивый обзор на Средиземное море.